# III rozbiór Polski

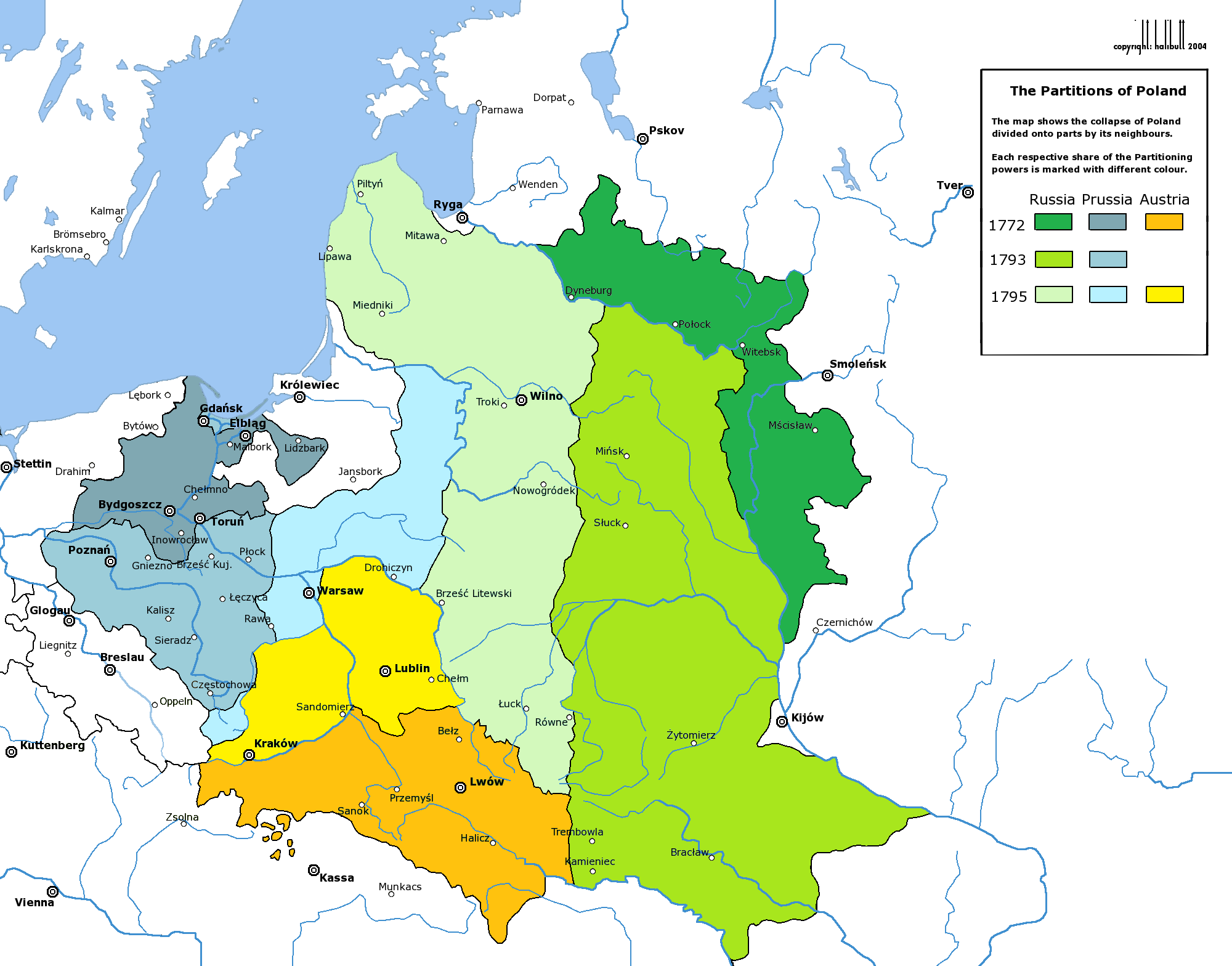
Ziemie polskie po III rozbiorze

III rozbiór Polski – cesja terytorium Rzeczypospolitej Obojga Narodów dokonana w 1795 r. na rzecz Królestwa Prus, Monarchii Habsburgów i Imperium Rosyjskiego. Ostatni z trzech rozbiorów Polski, do których doszło pod koniec XVIII wieku, za panowania króla Stanisława Augusta Poniatowskiego. W jego wyniku wspólne państwo Polski i Litwy przestało istnieć.
Już w czasie trwania insurekcji kościuszkowskiej 11 lipca 1794 poseł pruski w Petersburgu Leopold Heinrich von der Goltz pisał w swym raporcie, że cała Rosja domaga się rozbioru Polski i wymazania imienia polskiego.
Niecały rok po upadku insurekcji, 24 października 1795, monarchowie Rosji, Prus i Austrii (a właściwie imperium Habsburgów) uzgodnili wzajemnie traktat, zgodnie z którym przeprowadzili ostatni, pełny, III rozbiór Rzeczypospolitej. Jedynie Imperium Osmańskie nie uznało nigdy rozbiorów Polski.

## Podział terytorialny
Rosji przypadły wszystkie ziemie na wschód od Niemna i Bugu (obszar 146 000 km² zamieszkały przez 1,338 mln osób). Na zabranych terenach utworzono gubernie: wołyńską ze stolicą w Izasławiu, grodzieńską, mińską oraz litewską z siedzibą w Wilnie. Otrzymała największy powierzchniowo obszar.
Austria jako główny inicjator III rozbioru, a także w ramach rekompensaty za straty w wojnie z rewolucyjną Francją, zaanektowała Lubelszczyznę, resztę Małopolski z Krakowem, część Podlasia i Mazowsza. W sumie zajęła obszar 51 100 km² zamieszkały przez 1,098 mln osób.
Prusom przydzielono część Mazowsza z Warszawą, Podlasia i Litwy. Ponadto Prusy zajęły 2230 km² województwa krakowskiego (m.in. teren dawniejszego księstwa siewierskiego), zwanego odtąd w Prusach Nowym Śląskiem (Neu Schlesien). Łącznie obszar 43 000 km² zamieszkały przez 1,042 mln osób.
15/26 stycznia 1797 w Petersburgu przedstawiciele Austrii, Prus i Rosji podpisali konwencję o ostatecznym zatwierdzeniu podziału, w artykule tajnym głoszącą: Gdy przez obydwa dwory cesarskie, jak również przez Jego Królewską Mość Króla Pruskiego, uznana została konieczność uchylenia wszystkiego, co może nasuwać wspomnienie istnienia Królestwa Polskiego, skoro uskutecznione zostało unicestwienie tego ciała politycznego, przeto wysokie strony, zawierające umowę, postanowiły i zobowiązują się odnośnie do trzech dworów, nie zamieszczać w tytule miana i nazwy łącznej Królestwa Polskiego, która zostanie odtąd na zawsze skasowana. Wszelako wolno im będzie używać tytułów częściowych, które należą się władzy różnych prowincji tegoż Królestwa, jakie przeszły pod ich panowanie.

## Następstwa

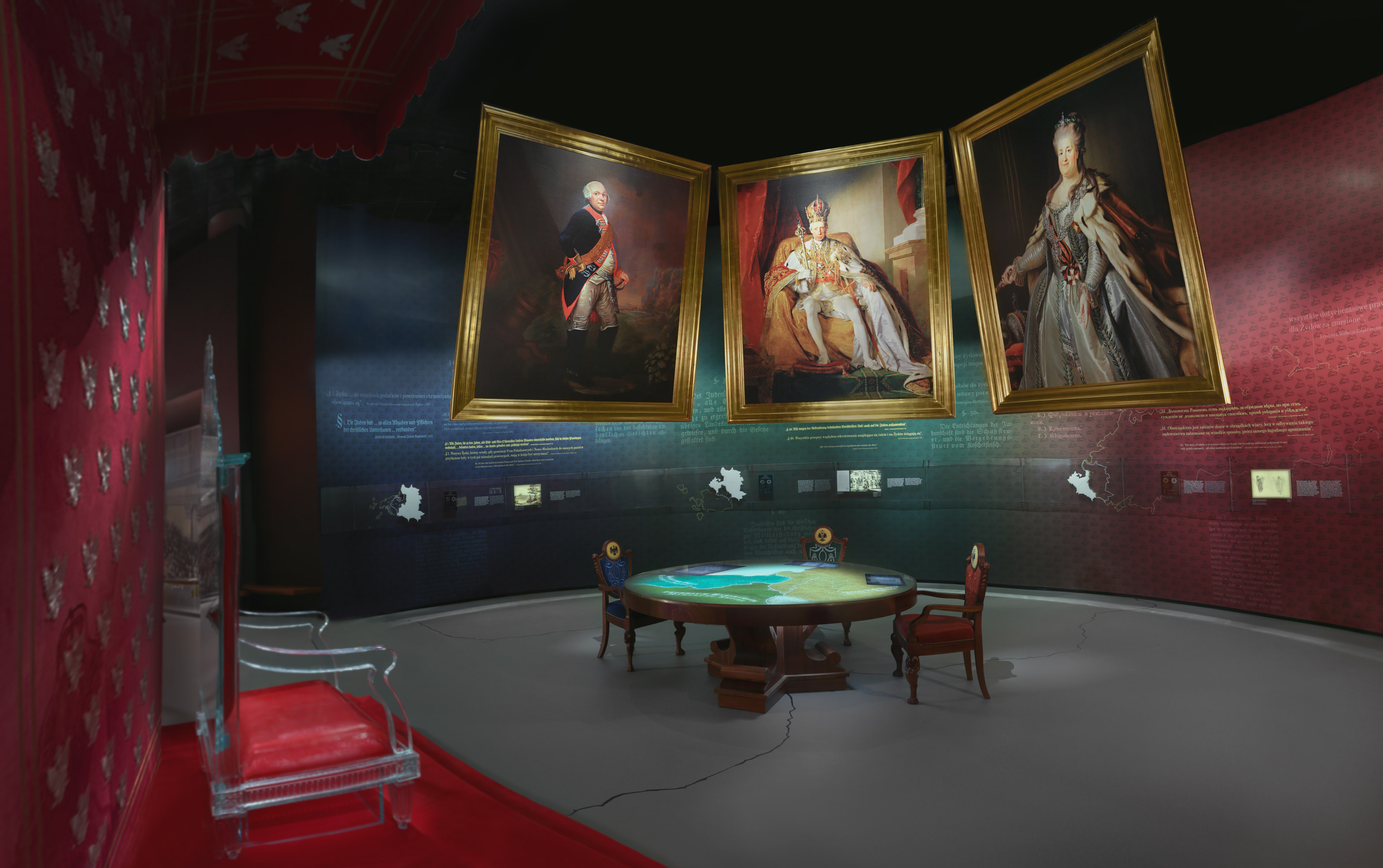
Sala poświęcona rozbiorom Polski z portretami władców państw zaborczych w Muzeum Historii Żydów Polskich w Warszawie

Król Stanisław August Poniatowski opuścił Warszawę i w asyście dragonów rosyjskich udał się do Grodna, pod opiekę i nadzór namiestnika rosyjskiego, po czym abdykował 25 listopada na rzecz Rosji. Z tej przyczyny Rosja de iure stała się depozytariuszką korony polskiej i bez jej zgody Napoleon nie chciał i nie mógł przywrócić później Królestwa Polskiego (uczynił to dopiero w 1812 r., powołując Konfederację Generalną Królestwa Polskiego i wypowiadając wojnę Rosji). Stanisław August Poniatowski zmarł w Petersburgu 12 lutego 1798.
W latach 1807–1815 istniało Księstwo Warszawskie, namiastka niepodległego państwa polskiego zależna od Cesarstwa Francuskiego. W 1815 r., po kongresie wiedeńskim ostatecznie ustaliły się granice zaborów (z korektą w 1833 r.) – aż do jesieni 1918 r. Podział Księstwa Warszawskiego dokonany podczas obrad wiedeńskich nazywany bywa IV rozbiorem Polski (czasem nazwę tę stosuje się również wobec paktu Ribbentrop-Mołotow).
Po utracie państwowości wielu Polaków, zwłaszcza wojskowych, wyemigrowało z kraju, głównie do Saksonii, Włoch i Francji. Wielu z nich związało swe losy z gen. Napoleonem Bonaparte. Z jego przyzwolenia utworzone zostały w Lombardii w styczniu 1797 r. dwa Legiony Polskie pod dowództwem generałów Henryka Dąbrowskiego i Karola Kniaziewicza, przy czym w ich skład weszli głównie polscy jeńcy z armii austriackiej. Już w maju 1797 legiony polskie wzięły udział w walkach przeciwko wojskom austriackim o Rzym. Zaś w lipcu jeden z jej twórców, Józef Wybicki, napisał tekst pieśni „Mazurek Dąbrowskiego”, która stała się później polskim hymnem państwowym.